# Orangeville (Nueva York)
Orangeville es un pueblo ubicado en el condado de Wyoming en el estado estadounidense de Nueva York. En el año 2000 tenía una población de 1,301 habitantes y una densidad poblacional de 14 personas por km².

## Geografía
Orangeville se encuentra ubicado en las coordenadas 42°44′15″N 78°15′55″O / 42.73750, -78.26528.

## Demografía
Según la Oficina del Censo en 2000 los ingresos medios por hogar en la localidad eran de $45,208, y los ingresos medios por familia eran $49,643. Los hombres tenían unos ingresos medios de $36,146 frente a los $24,615 para las mujeres. La renta per cápita para la localidad era de $18,547. Alrededor del 9.5% de la población estaban por debajo del umbral de pobreza.